# 马沙蒂纽
马沙蒂纽是巴西南大河州的一个市镇。总面积334.449平方公里，总人口5503人，人口密度16.5人/平方公里。